# Edifícios do Governo

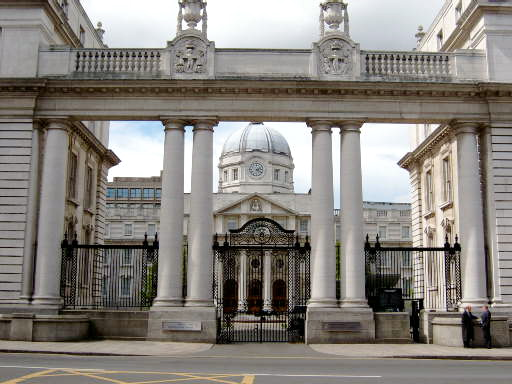
Edíficios do Governo, Dublin.

Os Edíficios do Governo (em irlandês: Tithe an Rialtais) é uma grande construção do período eduardiano, na Merrion Street em Dublin, Irlanda, na qual vários escritórios do Governo da Irlanda estão localizados. Entre os escritórios localizados no edifício, estão: 
- O Departamento do Taoiseach
- A Câmara do Conselho
- O Gabinete do Procurador-Geral
- O  Departamento de Finanças

Partes do edifício, que antigamente era o Royal College of Science, têm servido como sede do Governo irlandês desde 1922.